# Prêmio Globo de Melhores do Ano de melhor cantora
O Prêmio Globo de Melhores do Ano para Melhor Cantora foi um prêmio anual entregue pela TV Globo a cantora que mais se destacou no ano. Entre 1995 e 2019, a premiação foi realizada durante o Domingão do Faustão, passando a ser realizada a partir de 2021 pelo Domingão com Huck.

## História
Apesar da premiação ser realizada desde 1995, a categoria foi realizada pela primeira vez em 1999, sendo retirada em 2012. Em 2013, a categoria voltou a lista da premiação.

## Vencedoras e indicadas
|  | Indica a vencedora |

### Década de 1990
| Ano       | Artista | Ref. |
| --------- | ------- | ---- |
| 1999      |         |      |
| Gal Costa | [ 2 ]   |      |

### Década de 2000
| Ano             | Artista | Ref. |
| --------------- | ------- | ---- |
| 2000            |         |      |
| Ivete Sangalo   | [ 2 ]   |      |
| 2001            | [ 2 ]   |      |
| Ana Carolina    | [ 2 ]   |      |
| 2002            | [ 2 ]   |      |
| Sandy           | [ 2 ]   |      |
| 2003            | [ 2 ]   |      |
| Ivete Sangalo   | [ 2 ]   |      |
| 2004            | [ 2 ]   |      |
| Ivete Sangalo   | [ 2 ]   |      |
| 2005            | [ 2 ]   |      |
| Pitty           | [ 2 ]   |      |
| 2006            | [ 2 ]   |      |
| Ivete Sangalo   | [ 2 ]   |      |
| 2007            | [ 2 ]   |      |
| Ivete Sangalo   | [ 2 ]   |      |
| Ana Carolina    | [ 2 ]   |      |
| Vanessa da Mata | [ 2 ]   |      |
| 2008            | [ 2 ]   |      |
| Ivete Sangalo   | [ 2 ]   |      |
| Ana Carolina    | [ 2 ]   |      |
| Vanessa da Mata | [ 2 ]   |      |
| 2009            | [ 2 ]   |      |
| Claudia Leitte  | [ 2 ]   |      |
| Ivete Sangalo   | [ 2 ]   |      |
| Tânia Mara      | [ 2 ]   |      |

### Década de 2010
| Ano              | Artista       | Ref.                             |
| ---------------- | ------------- | -------------------------------- |
| 2010             |               |                                  |
| Ivete Sangalo    | [ 2 ]         |                                  |
| Claudia Leitte   | [ 2 ]         |                                  |
| Maria Gadú       | [ 2 ]         |                                  |
| 2011             | [ 2 ]         |                                  |
| Paula Fernandes  | [ 2 ]         |                                  |
| Ana Carolina     | [ 2 ]         |                                  |
| Ivete Sangalo    | [ 2 ]         |                                  |
| 2012             | [ 2 ]         | A categoria não foi apresentada. |
| 2013             |               |                                  |
| Ivete Sangalo    | [ 6 ] [ 7 ]   |                                  |
| Anitta           | [ 6 ] [ 7 ]   |                                  |
| Paula Fernandes  | [ 6 ] [ 7 ]   |                                  |
| 2014             | [ 6 ] [ 7 ]   |                                  |
| Claudia Leitte   | [ 8 ] [ 9 ]   |                                  |
| Ivete Sangalo    | [ 8 ] [ 9 ]   |                                  |
| Paula Fernandes  | [ 8 ] [ 9 ]   |                                  |
| 2015             | [ 8 ] [ 9 ]   |                                  |
| Anitta           | [ 10 ] [ 11 ] |                                  |
| Claudia Leitte   | [ 10 ] [ 11 ] |                                  |
| Ivete Sangalo    | [ 10 ] [ 11 ] |                                  |
| 2016             | [ 10 ] [ 11 ] |                                  |
| Anitta           | [ 12 ] [ 13 ] |                                  |
| Ivete Sangalo    | [ 12 ] [ 13 ] |                                  |
| Marília Mendonça | [ 12 ] [ 13 ] |                                  |
| 2017             | [ 12 ] [ 13 ] |                                  |
| Ivete Sangalo    | [ 14 ] [ 15 ] |                                  |
| Anitta           | [ 14 ] [ 15 ] |                                  |
| Marília Mendonça | [ 14 ] [ 15 ] |                                  |
| 2018             | [ 14 ] [ 15 ] |                                  |
| Anitta           | [ 16 ] [ 17 ] |                                  |
| Ivete Sangalo    | [ 16 ] [ 17 ] |                                  |
| Iza              | [ 16 ] [ 17 ] |                                  |
| 2019             | [ 16 ] [ 17 ] |                                  |
| Marília Mendonça | [ 18 ]        |                                  |
| Ivete Sangalo    | [ 18 ]        |                                  |
| Iza              | [ 18 ]        |                                  |

## Estatísticas e recordes
| Descrição                                          | Cantora | Cantora |
| -------------------------------------------------- | --- | ------- |
| Cantoras com mais prêmios                          | Ivete Sangalo (9), Anitta (3) e Claudia Leitte (2)                                                                                    |         |
| Cantoras com mais indicações                       | Ivete Sangalo (16), Anitta (5), Ana Carolina (4), Claudia Leitte (4), Marília Mendonça (3), Paula Fernandes (3) e Vanessa da Mata (2) |         |
| Cantoras com mais indicações sem nunca ter ganhado | Iza (2) e Vanessa da Mata (2) |         |
| Cantora mais jovem a ganhar                        | Sandy aos 19 anos (2002) |         |
| Cantora mais velha a ganhar                        | Gal Costa aos 54 anos (1999) |         |